# Roger Mas
Roger Mas i Solé (n. 9 decembrie 1975, Solsona, Catalonia, Spania) este un cântăreț și compozitor catalan.

## Biografie
Mas s-a născut în 1975 într-o familie de muzicieni. Când avea cinci ani, a început să cânte la instrumente sub îndrumarea bunicului său. La vârsta de 12 ani a debutat în domeniul artistic al clarinetului și saxofonului. Din 1994, a început să exploreze diverse expresii muzicale din întreaga lume sub îndrumarea expertului Luis Paniagua.
În 1996, a câștigat Premiul Catalunya Ràdio⁠(d), lansându-și cariera de compozitor-compozitor. Cu nouă albume, premii primite pentru fiecare nou proiect și aprecieri larg răspândite din partea criticilor, el a devenit o adevărată figură a cântecului.
Muzica sa este construită pe cei trei piloni ai muzicii moderne, muzicii tradiționale și sunetele ancestrale ale lumii. Versurile lui amestecă limbajul străzii, cuvinte și expresii literare care dispar.
Vocea lui a fost descrisă ca fiind cea mai frumoasă care a apărut vreodată din muzica catalană.  A concertat în Franța, Cuba, Italia, Uruguay, Serbia, Statele Unite și Brazilia. 

## Înregistrări
- Les Flors del Somni (1997)
- Casafont (1999)
- Roger Mas & Les Flors en el camí de les serps i els llangardaixos blaus cap a la casa de vidre de la Senyora dels Guants Vermells (2001)
- dp (2003)
- Mística domestică (2005)
- Les cântece tel·lúriques (2008)
- A la casa d'enlloc (2010)
- Roger Mas i la Cobla Sant Jordi - Ciutat de Barcelona (2012) Album live
- Irredempt (2015)
- Parnàs (2018)